# The Postman (film 1910)
The Postman è un cortometraggio muto del 1910 diretto da Frank Wilson.

## Trama
Il figlio di un postino licenziato si mette sulle tracce di un ladro e riesce a catturarlo.

## Produzione
Il film fu prodotto dalla Hepworth.

## Distribuzione
Distribuito dalla Hepworth, il film - un cortometraggio di 175,02 metri - uscì nelle sale cinematografiche britanniche nel febbraio 1910.
Si conoscono pochi dati del film che, prodotto dalla Hepworth, fu distrutto nel 1924 dallo stesso produttore, Cecil M. Hepworth. Fallito, in gravissime difficoltà finanziarie, il produttore pensò in questo modo di poter almeno recuperare il nitrato d'argento della pellicola.